# Tang Wenzong
Tang Wenzong, född 809, död 840, var en kinesisk monark. Han var kejsare av Tangdynastin 827 - 840.